# Sant Guim de Freixenet
Sant Guim de Freixenet è un comune spagnolo di 1 059 abitanti in Catalogna, nella regione geografica di Ponent.
Le principali strade di accesso al comune sono, la strada regionale C-442 da Montmaneu (dallo svincolo della A-2), da Calaf partendo dall'incrocio con la regionale C-452. Inoltre, le strade locali LV-1003 (proveniente dalla N-141f, a Les Oluges), e la LV-1005 (proveniente dalla N-141f, nel centro di Sant Ramon, o dalla LV-1004 a Santa Fe de Segarra, collegata all'Asse Trasversale C-25)